# Rakouská severozápadní paroplavební společnost

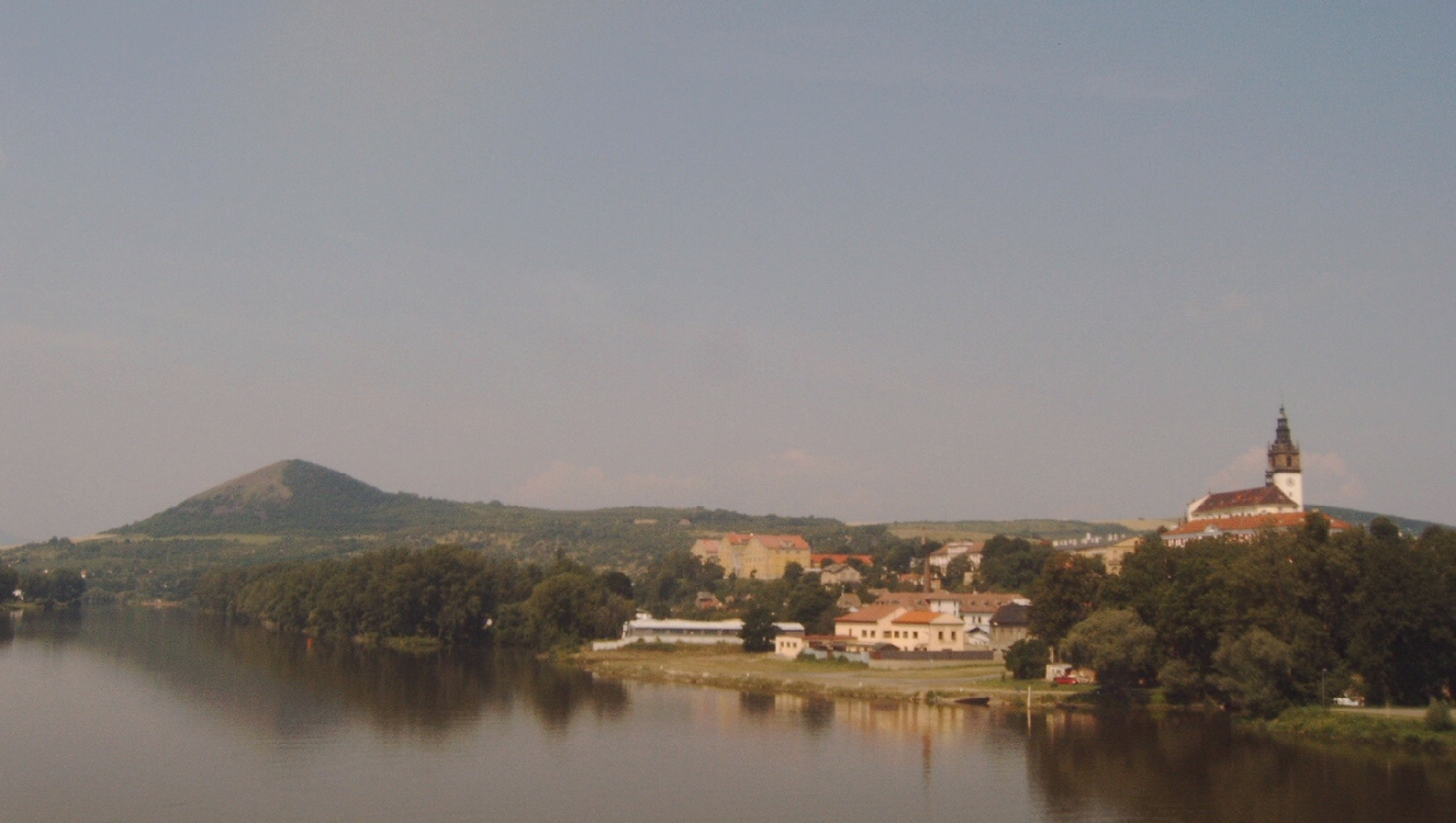
Na konci 19. století bychom na takovéto fotografii Litoměřic našli též přístaviště parníků.

Rakouská severozápadní paroplavební společnost (německy Österreichische Nordwest-Dampfschiffahrts-Gesellschaft, zkratka ÖNWDG) byla dopravní firma podnikající na území Rakousko-Uherska a Německého císařství. Společnost byla založena jako dceřiná společnost Rakouské severozápadní dráhy.
Záměrem zakladatelů byla realizace tranzitního spojení mezi Rakousko-Uherskem, Německem a námořním přístavem v Hamburku. Tak jako byla ÖNWDG kapitálově propojená se Severozápadní dráhou, byla podobně propojena Severozápadní dráha s významnou Jihoseveroněmeckou spojovací dráhou. Vznikl tím obrovský konglomerát dopravních firem, který patřil mezi největší podniky v oboru na území monarchie.
Severozápadní dráha uvedla do provozu přístaviště v Děčíně-Loubí již roku 1879, o rok později byla založena ÖNWDG 1880. V letech 1881-1882 proběhlo převzetí majetku již delší dobu existující Pražské paroplavební a plachetní společnosti, jejíchž sedm řetězových parníků se stalo součástí flotily ÖNWDG, ta se pak rozrostla o další modernější stroje, které vyráběla firemní loděnice v Drážďanech. Tato loděnice vyráběla lodě do celého světa.
Plavbu řetězovými parníky zahájila mezi Ústím nad Labem a státní hranicí roku 1872 právě Pražská paroplavební a plachetní společnost. ÖNWDG řetězovou plavbu roku 1885 prodloužila do Litoměřic a později až do Mělníka a německého Bad Schandau. Řetězový parník využíval ke svému pohonu řetěz natažený na dně řeky, který se odvíjel přes buben, jímž otáčel parní stroj. Tímto způsobem mohl tažný remorkér táhnout až 10 vlečných člunů. Tyto čluny patřily i externím rejdařům, pro které byla remorkerizace smluvně zajišťována.
Majetek ÖNWDG po říjnovém převratu roku 1918 převzala Československá plavební akciová společnost Labská. Do dnešních dnů se zachoval kolesový parník Lanna, jenž byl vyroben pro stejnojmennou stavební firmu roku 1890 loděnicí ÖNWDG v Drážďanech.